# Championnats de France de patinage artistique 1992
Navigation
Championnats de France 1991 Championnats de France 1993
Les championnats de France de patinage artistique 1992 ont eu lieu du 20 au 22 décembre 1991 à la patinoire de Colombes pour 3 épreuves : simple messieurs, simple dames et couple artistique. 
La patinoire de Mériadeck à Bordeaux a accueilli du 15 au 17 novembre 1991 l'épreuve de danse sur glace.

## Faits marquants
- Frédéric Lipka fait une pause dans sa carrière sportive, il est forfait pour toute la saison 1991/1992. Il en profite pour faire son service militaire.

## Podiums
| Épreuves                            | Or                                | Argent                            | Bronze                          |
| Messieurs résultats détaillés       | Éric Millot                       | Nicolas Pétorin                   | Philippe Candeloro              |
| Dames résultats détaillés           | Surya Bonaly                      | Laëtitia Hubert                   | Marie-Pierre Leray              |
| Couples résultats détaillés         | Line Haddad / Sylvain Privé       | -                                 | -                               |
| Danse sur glace résultats détaillés | Dominique Yvon / Frédéric Palluel | Sophie Moniotte / Pascal Lavanchy | Marina Morel / Gwendal Peizerat |

## Détails des compétitions
(Détails des compétitions des messieurs et des dames à compléter)

### Messieurs
| Rang    | Nom                | Points | Prog. court | Prog. libre |
| ------- | ------------------ | ------ | ----------- | ----------- |
| 1       | Éric Millot        | 1.5    | 1           | 1           |
| 2       | Nicolas Pétorin    | 5.0    | 6           | 2           |
| 3       | Philippe Candeloro | 5.0    | 4           | 3           |
| 4       | Axel Médéric       |        |             |             |
| 5       | Cyril Deplace      |        | 2           |             |
| 6       |                    |        |             |             |
| 7       |                    |        |             |             |
| 8       |                    |        |             |             |
| 9       |                    |        |             |             |
| 10      |                    |        |             |             |
| 11      |                    |        |             |             |
| 12      |                    |        |             |             |
| 13      |                    |        |             |             |
| 14      |                    |        |             |             |
| 15      |                    |        |             |             |
| 16      |                    |        |             |             |
| 17      |                    |        |             |             |
| 18      |                    |        |             |             |
| 19      |                    |        |             |             |
| Forfait | Frédéric Lipka     |        |             |             |

### Dames
| Rang | Nom                | Points | Prog. court | Prog. libre |
| ---- | ------------------ | ------ | ----------- | ----------- |
| 1    | Surya Bonaly       | 1.5    | 1           | 1           |
| 2    | Laëtitia Hubert    | 3.5    | 3           | 2           |
| 3    | Marie-Pierre Leray | 4.0    | 2           | 3           |
| 4    | Cécile Tribolet    | 6.0    | 4           | 4           |
| 5    | Stéphanie Ferrer   |        |             |             |
| 6    | Karine Dang        |        |             |             |

### Couples
| Rang | Nom                         | Points | Prog. court | Prog. libre |
| ---- | --------------------------- | ------ | ----------- | ----------- |
| 1    | Line Haddad / Sylvain Privé | 1.5    | 1           | 1           |

### Danse sur glace
| Rang    | Nom                                     | Points | Danse imposée | Danse originale | Danse libre |
| ------- | --------------------------------------- | ------ | ------------- | --------------- | ----------- |
| 1       | Dominique Yvon / Frédéric Palluel       | 2.6    | 1             | 2               | 1           |
| 2       | Sophie Moniotte / Pascal Lavanchy       | 3.4    | 2             | 1               | 2           |
| 3       | Marina Morel / Gwendal Peizerat         | 6.0    | 3             | 3               | 3           |
| 4       | Isabelle Sarech / Xavier Debernis       | 8.0    | 4             | 4               | 4           |
| 5       | Pascale Vrot / David Quinsac            | 10.0   | 5             | 5               | 5           |
| 6       | Virginie Soustelle / David Molina       | 12.0   | 6             | 6               | 6           |
| 7       | Nathalie Gillet / Olivier Lores         | 14.0   | 7             | 7               | 7           |
| 8       | Sylvie Pecheur / Fabien Coulon          | 16.4   | 9             | 8               | 8           |
| 9       | Isabelle Gincourt / Pierre Baudouin     | 17.6   | 8             | 9               | 9           |
| 10      | Céline Mosset / Hervé Debethune         | 20.2   | 11            | 10              | 10          |
| 11      | Emmanuelle Vigneron / Franck Feyssaguet | 21.8   | 10            | 11              | 11          |
| 12      | Armelle Guihou / Didier Pellan          | 24.0   | 12            | 12              | 12          |
| Forfait | Isabelle Duchesnay / Paul Duchesnay     |        |               |                 |             |

## Sources
- Patinage Magazine N°30 (Décembre 1991-Janvier 1992) pour la danse sur glace.
- Patinage Magazine N°31 (Février-Mars 1992) pour le simple messieurs, le simple dames et le couple artistique.